# Schizophytum
Schizophytum is een geslacht van koralen uit de familie van de Clavulariidae.

## Soort
- Schizophytum echinatum Studer, 1891